# Žemberovce
Žemberovce jsou obec na Slovensku v okrese Levice v Nitranském kraji na úpatí Štiavnických vrchů. Žije v ní přibližně 1 200 obyvatel. První písemná zmínka o vesnici pochází z roku 1256. Ve vsi stojí římskokatolický barokní kostel Jména Panny Marie z roku 1754, evangelický kostel a zámek z 19. století. Do správního území obce zasahuje část národní přírodní rezervace Horšianska dolina.